# Francesco Acton
Francesco Acton (Castellammare di Stabia, 24 agosto 1910 – Napoli, 12 novembre 1997) è stato un marinaio e storico dell'arte italiano.
Pluridecorato ufficiale della Regia Marina durante la seconda guerra mondiale, al comando della torpediniera Pegaso affondò il sommergibile HMS Upholder. Dopo la fine del conflitto fu per lunghi anni direttore del Museo Filangieri di Napoli.

Stemma della famiglia Acton

## Biografia
Nacque a Castellammare di Stabia il 24 agosto 1910, figlio dell'Ammiraglio d'armata e Senatore del Regno d'Italia Alfredo e di Livia Giudice Caracciolo. Nel 1926 si arruolò nella Regia Marina, frequentando l'Accademia navale di Livorno da cui uscì con il grado di guardiamarina nel 1931. Dopo un periodo di tirocinio a bordo di naviglio sottile e d'assalto, fu destinato all'imbarco sui sommergibili su cui prestò servizio dal 1934 al 1939. Partecipò alla Guerra d'Etiopia e successivamente a quella civile spagnola.
Durante la seconda guerra mondiale si distinse particolarmente sulla torpediniera Pegaso, di cui assunse il comando nel settembre 1941. Il 14 aprile 1942 affondò il sommergibile HMS Upholder (P37) il suo comandante era il capitano di corvetta Malcolm David Wanklyn insignito della Victoria Cross e del Distinguished Service Order. In seguito prese parte alla battaglia di mezzo giugno, sbarcando dalla Pegaso nel luglio del 1942 e terminando quell'anno insignito di una Medaglia d'argento e quattro di Bronzo al valor militare sul campo.
Dopo la fine del conflitto lasciò la Marina Militare nel gennaio 1947 con il grado di Capitano di fregata. Ricoprì per molti anni l'incarico di direttore del Museo Filangieri di Napoli, istituendo anche una borsa di studio per gli studenti più meritevoli, in memoria del figlio Alfredo morto in giovane età. Dopo il terremoto dell'Irpinia del 1980 si prodigò per favorire il restauro dell'edificio che ospitava il museo.
Promosso capitano di vascello della riserva navale, si spense a Napoli il 12 novembre 1997.

### Periodici
- Antonio Cimmino, Il Comandante Francesco Acton: uno stabiese pluridecorato nella seconda guerra mondiale, in Il Nastro Azzurro, n. 4, Roma, Istituto del Nastro Azzurro, luglio-agosto 2009,  pp. 34-36.

| Controllo di autorità | VIAF (EN) 260462855 · SBN RCAV040317 · BAV 495/157581 |